# Nathan Levialdi Ghiron
Nathan Levialdi Ghiron (Napoli, 19 febbraio 1968) è un docente italiano, professore ordinario di Ingegneria gestionale, dal 13 dicembre 2022 è Rettore dell'Università degli Studi di Roma Tor Vergata.

## Biografia
Si laurea nel 1991 in Economia all'Università degli Studi di Roma La Sapienza e consegue il Dottorato di ricerca in Ingegneria gestionale presso l'Università degli Studi di Roma Tor Vergata.
Nel 1998 prende servizio come ricercatore in Ingegneria gestionale all'Università degli studi di Perugia. Nel 2001 diventa professore associato presso l'Ateneo di Roma Tor Vergata, titolare dei corsi in Gestione aziendale e in Analisi dei sistemi finanziari per i corsi di laurea della facoltà di Ingegneria. Nello stesso anno istituisce il Master di II livello in Ingegneria per le Pubbliche Amministrazioni, del quale è ancora oggi coordinatore. 
Nel 2005 è professore ordinario di ingegneria gestionale, all'età di 37 anni. Nel 2010 diviene Direttore del Dipartimento di Ingegneria dell'impresa "Mario Lucertini". Nel 2019 il Rettore Orazio Schillaci lo nomina alla carica di Pro-rettore vicario dell'Ateneo romano. Dal 2021 è componente del Consiglio direttivo dell'Associazione italiana di Ingegneria gestionale (AiIG).

Nel dicembre 2022 viene eletto alla carica di Rettore dell'Università di Roma Tor Vergata. In tale veste promuove, tra l'altro, l'ampliamento e la modernizzazione delle infrastrutture accademiche, con la posa della prima pietra del nuovo polo didattico d'Ateneo in coincidenza dell'inizio del 41º anno accademico dell'ateneo.

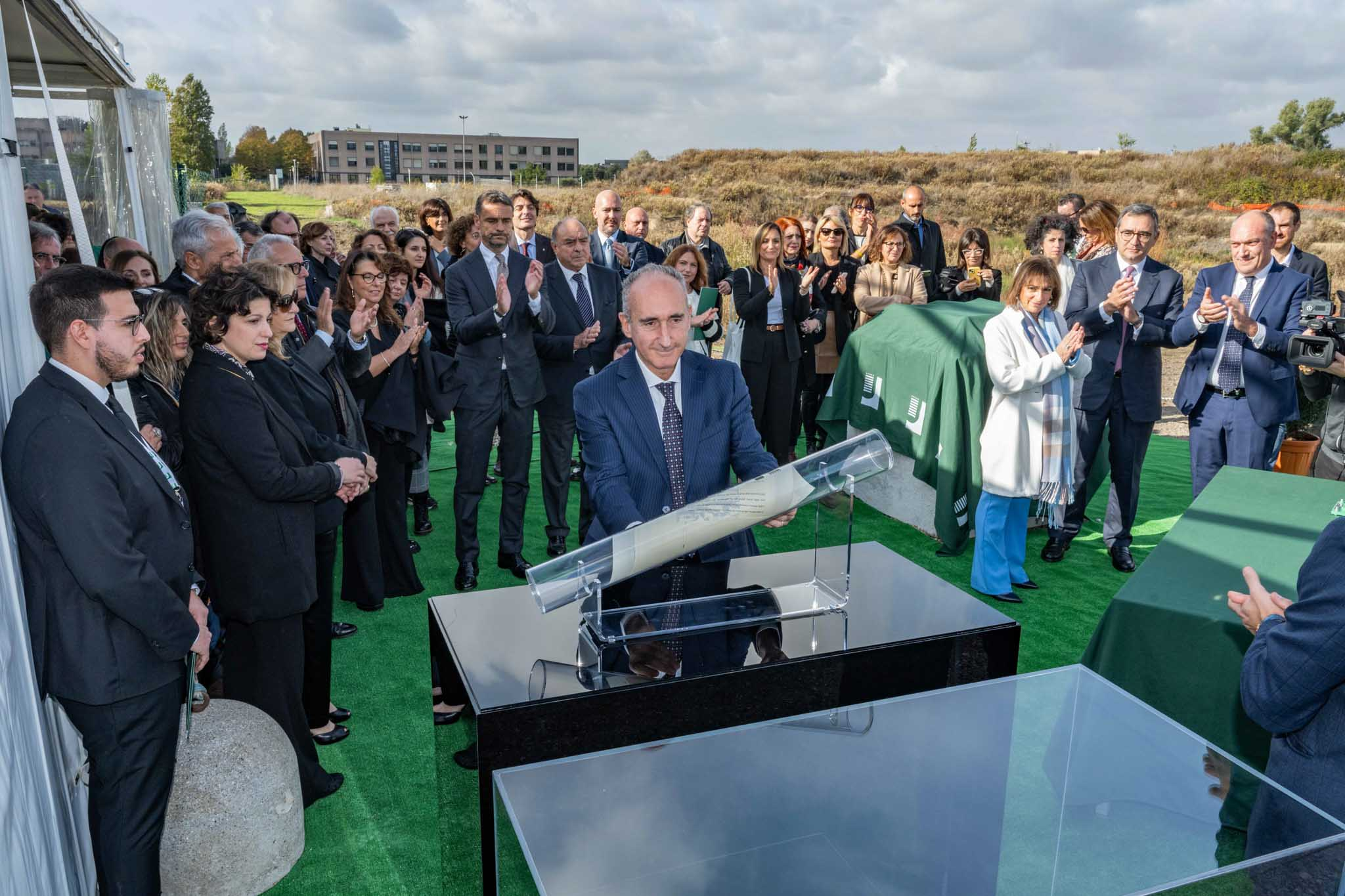
La cerimonia di posa della prima pietra del Nuovo Polo Didattico

### Attività di ricerca
L'attività di ricerca di Levialdi si è focalizzata sugli ambiti tematici della sostenibilità, del management delle amministrazioni pubbliche e sanitarie e dell'Industria 4.0, contribuendo allo sviluppo di metodi e modelli per la determinazione dell'impatto sociale ed ambientale, allo studio dei sistemi di economia circolare.

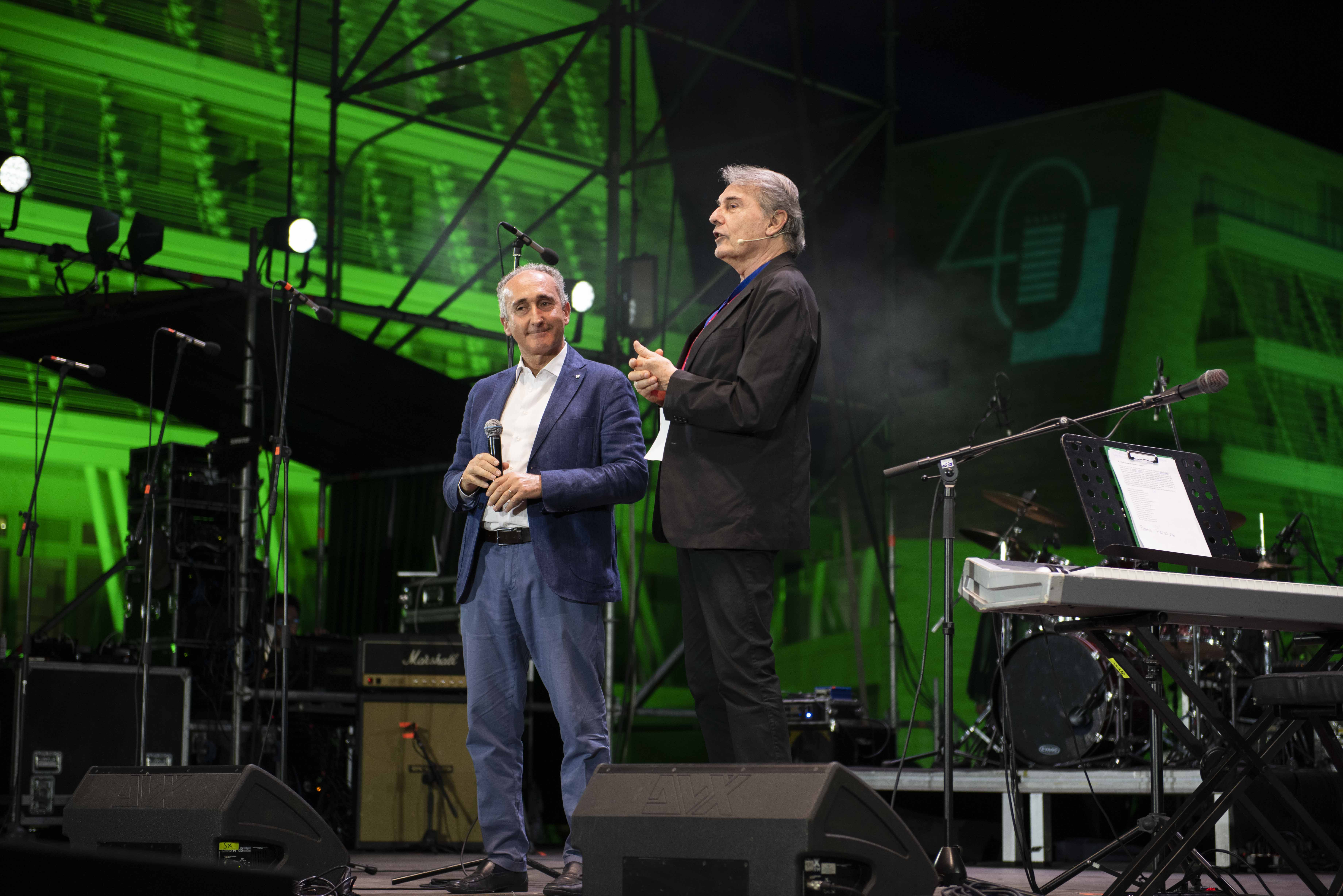
Levialdi insieme al noto conduttore Carlo Massarini in occasione della cerimonia di Tor Vergata 40

### Vita privata
Nathan Levialdi Ghiron è sposato e ha una figlia .